# U-Bahnhof Mönckebergstraße

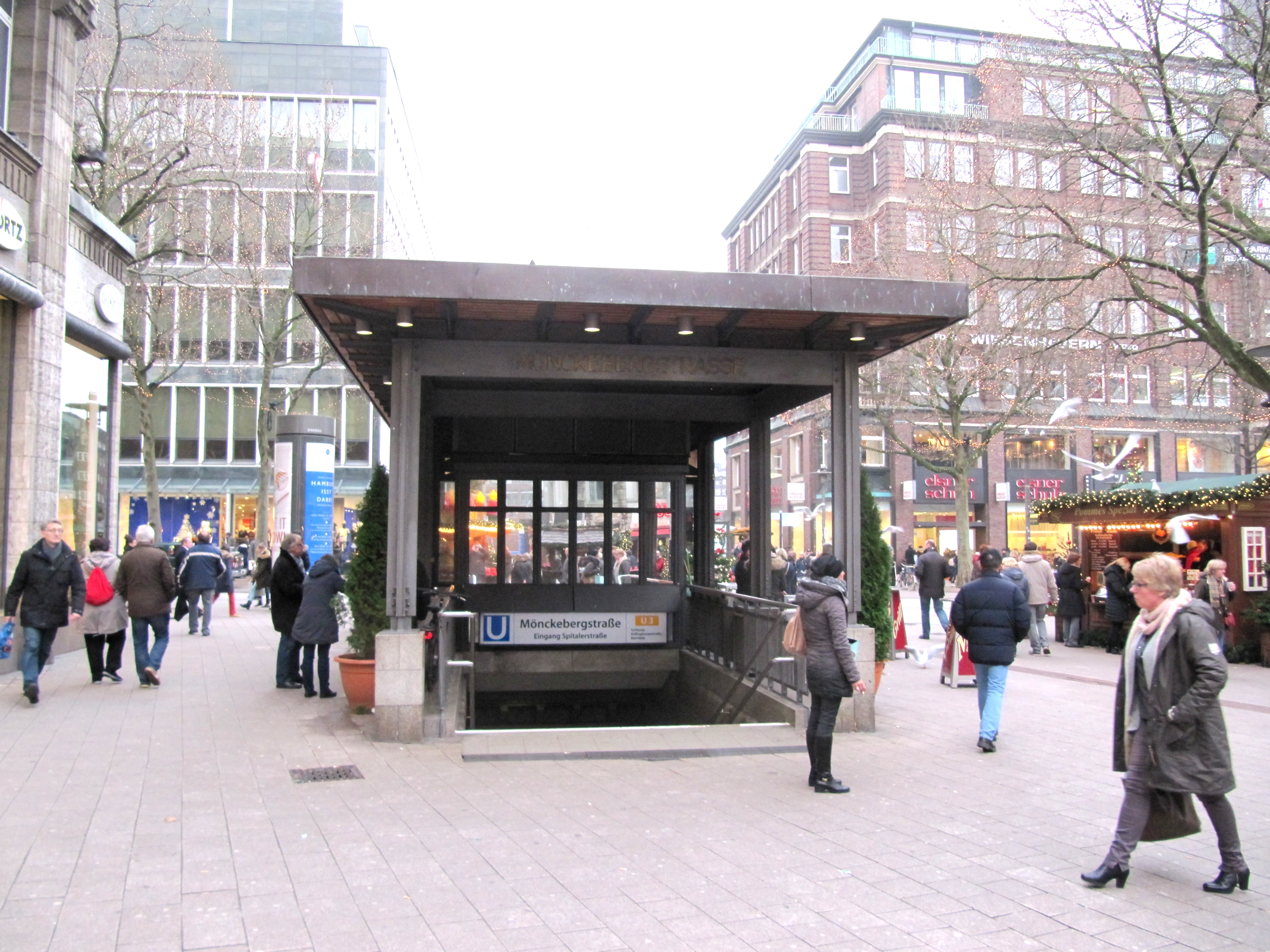
Nördlicher Zugang zu den Gleisen

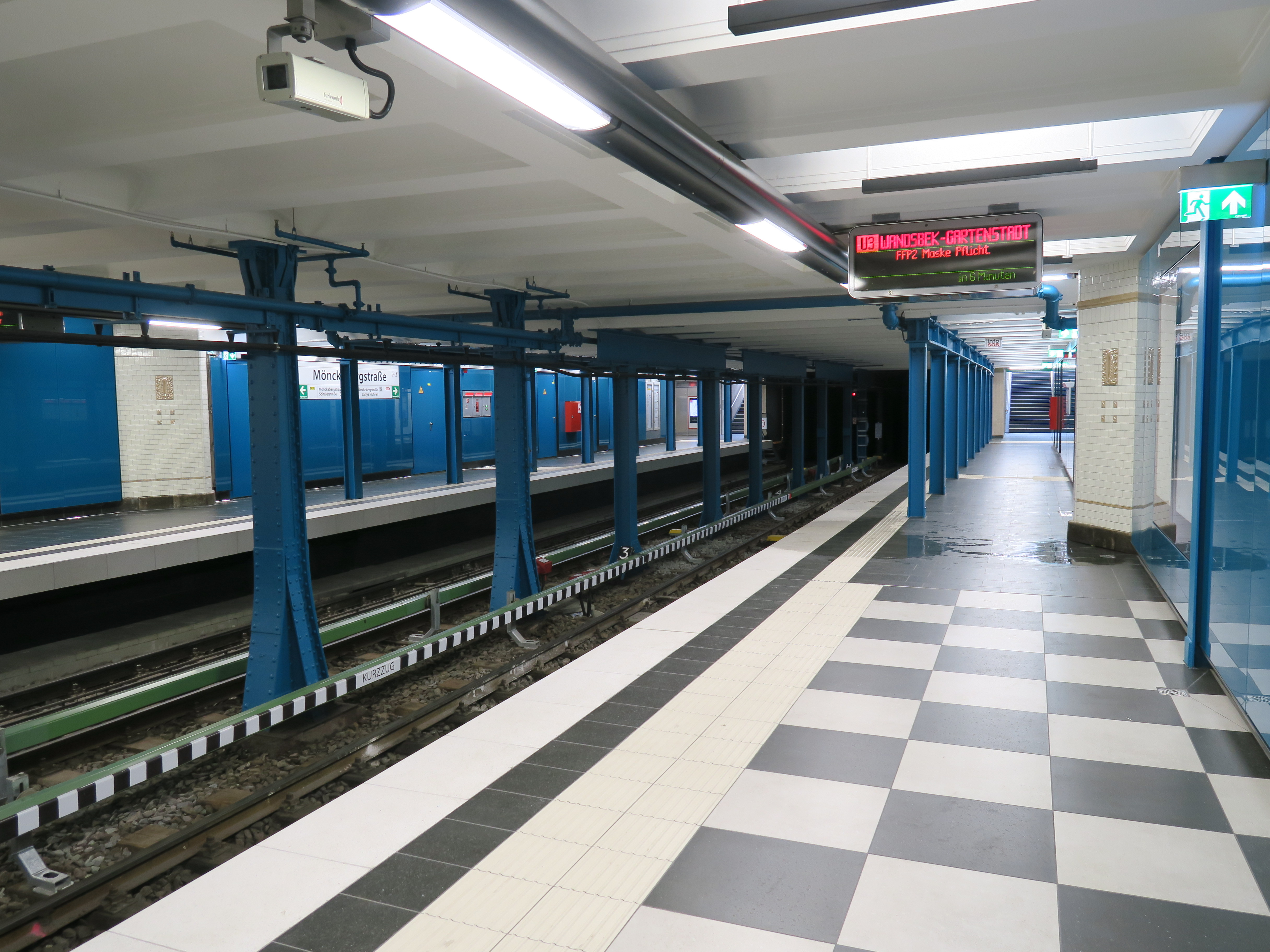
Der verlängerte Teil am Ostende, erkennbar an den Stützen auf dem Bahnsteig, ursprünglich Teil der Tunnelwand

Der U-Bahnhof Mönckebergstraße ist eine Haltestelle der Hamburger U-Bahn-Linie U3 mitten im Zentrum Hamburgs, die zwischen 1912 und 1950 Barkhof hieß. Das Kürzel der Station bei der Betreiber-Gesellschaft Hamburger Hochbahn lautet „MO“. Der U-Bahnhof hat täglich 13.022 Ein- und Aussteiger (Mo–Fr, 2019).

## Aufbau
Die Haltestelle liegt in einfacher Tiefenlage (Unterpflasterbahn) direkt unter der namensgebenden Mönckebergstraße, etwa auf halber Strecke zwischen Rathausmarkt und dem Hamburger Hauptbahnhof. Die beiden Zugänge befinden sich am Westende der beiden Seitenbahnsteige und führen, rechtwinklig zu den Bahnsteigen, direkt auf die Mönckebergstraße. Die in den Jahren 1926/1927 durchgeführte Verlängerung der Bahnsteige auf etwa 90 Meter Länge Richtung Osten erlaubt den Halt von 6-Wagen-Zügen statt der früher möglichen 4-Wagen-Züge. Da die Haltestelle bis 2022 über keinen zweiten Ausgang verfügte, ist sie mit einer Sprinkleranlage ausgestattet. Eine Erweiterung auf 120 Meter Bahnsteiglänge wurde in den 1950er und 1960er Jahren erwogen, aber aufgrund zu erwartender Probleme beim Umbau verworfen. Im Zuge des barrierefreien Ausbaus erhielt die Haltestelle einen östlichen Zugang mit Treppen und Aufzügen.

## Geschichte
Die Station Mönckebergstraße wurde als Teil der ersten Hamburger U-Bahn-Strecke (der Ringlinie) erbaut und am 1. März 1912 eröffnet. Damals trug sie den Namen Barkhof. Im Zweiten Weltkrieg wurde die Anlage schwer beschädigt und konnte erst am 1. Juni 1950 wieder für den Fahrgastverkehr freigegeben werden. Einen Monat später, am 1. Juli 1950, wurde die Station in Mönckebergstraße umbenannt. In den folgenden Jahren wurde mehrfach renoviert und umgebaut, was auch Auswirkungen auf das Erscheinungsbild hatte, insbesondere bei der Wandverfliesung. Die beiden früher offenen Zugangsanlagen wurden um 1968 auf Straßenebene mit einem moderneren Aufbau versehen, in die jeweils ein Wurstimbissgeschäft integriert wurde. Diese bestehen aufgrund ihrer Beliebtheit und sehr guter Nutzung heute noch. Um 2000 wurden diese Kioske durch Neubauten ersetzt, wie auch die gesamte Haltestelle modernisiert wurde. Seitdem wird beim nördlichen Ausgang eine der beim Bau 1911/1912 verwendeten Säulen aus Basaltlava hinter Glas mit einer Erläuterungstafel ausgestellt.
Von Januar 2021 bis Mai 2022 wurde die Haltestelle Mönckebergstraße nicht angefahren. In dieser Zeit wurde die Station barrierefrei ausgebaut und erneut umfassend umgestaltet. Am Ostende wurde jeweils ein neuer Zugang eingerichtet, zudem erhielt die Haltestelle zwei Aufzüge. Die Stützen und Wandpaneele in Petrolblau sollen an die Farbgestaltung der 1950er-Jahre erinnern. Die bei Sanierung freigelegten Gründerzeit-Fliesen wurden nachgebrannt und eingesetzt.
| Linie | Verlauf |
| ----- | --- |
| U 3   | Barmbek – Saarlandstraße – Borgweg (Stadtpark) – Sierichstraße – Kellinghusenstraße – Eppendorfer Baum – Hoheluftbrücke – Schlump – Sternschanze – Feldstraße (Heiligengeistfeld) – St. Pauli – Landungsbrücken – Baumwall (Elbphilharmonie) – Rödingsmarkt – Rathaus – Mönckebergstraße – Hauptbahnhof Süd – Berliner Tor – Lübecker Straße – Uhlandstraße – Mundsburg – Hamburger Straße – Dehnhaide – Barmbek – (in Planung Fuhlsbüttler Straße –) Habichtstraße – Wandsbek-Gartenstadt |